# Seres Mária Szövetségesei
A Seres Mária Szövetségesei (röviden SMS) egy 2014-ben indított kamupárt volt, amelyet Seres Mária vezetett. A 2014-es országgyűlési választáson egyike volt annak a 18 pártnak, amely országos listát tudott állítani, majd a 2014-es európai parlamenti választáson is elindult, de egyik választáson sem sikerült mandátumot szereznie. A párt és vezetői, Seres Mária és férje, Stekler Ottó ellen később vádat emeltek, a gyanú szerint 117 millió forintnyi állami támogatást csaltak el.

## Választási eredmények

### Magyar országgyűlésiválasztások
| Választás | Szavazatok száma (1. forduló) | Szavazatok aránya (1. forduló) | Szavazatok száma (2. forduló) | Szavazatok aránya (2. forduló) | Mandátumok száma | Mandátumok aránya | Parlamenti szerepe |
| --------- | ----------------------------- | ------------------------------ | ----------------------------- | ------------------------------ | ---------------- | ----------------- | ------------------ |
| 2014-es   | 22 219                        | 0,44%                          | –                             | –                              | –                | –                 | Nem jutott be      |

### Európai parlamentiválasztások
| Választás | Szavazatok száma | Szavazatok aránya | Mandátumok száma | Európai parlamenti csoport | Európai parlamenti alcsoport |
| --------- | ---------------- | ----------------- | ---------------- | -------------------------- | ---------------------------- |
| 2014-es   | 9279             | 0,4%              | Nem jutott be    | –                          | –                            |

### Önkormányzati választás
A párt önkormányzati választáson nem indult.